# NGC 7113
NGC 7113 је елиптична галаксија у сазвежђу Пегаз која се налази на NGC листи објеката дубоког неба.
Деклинација објекта је + 12° 34' 9" а ректасцензија 21h 42m 26,5s. Привидна величина (магнитуда) објекта NGC 7113 износи 14,2 а фотографска магнитуда 15,2. NGC 7113 је још познат и под ознакама NGC 7112, MCG 2-55-9, CGCG 427-16, KCPG 558B, PGC 67208.